# Sérigny (Vienne)
Pour les articles homonymes, voir Sérigny.
Sérigny est une commune du Centre-Ouest de la France, située dans le département de la Vienne (région Nouvelle-Aquitaine).

## Géographie
Sérigny est une commune rurale.

### Localisation
La commune est proche du parc naturel régional Loire-Anjou-Touraine.

### Communes limitrophes
La grande ville la plus proche est Châtellerault qui se trouve à 17,6 km au sud-est à vol d'oiseau.
| Nueil-sous-Faye | Braye-sous-Faye (Indre-et-Loire) | Faye-la-Vineuse (Indre-et-Loire) |
| Prinçay         | Sérigny                          | Saint-Christophe                 |
| Berthegon       | Orches                           | Sossais                          |

### Géologie et relief
La région de Sérigny présente un paysage de plaines vallonnées plus ou moins boisées. Le terroir se compose de sables verts pour 26 % et d'argilo pour 24 % sur les collines et dépressions sableuses des bordures du Bassin parisien ainsi que de tuffeau blanc pour 29 % et de champagne ou aubues (ce sont des sols gris clair, argilo-limoneux, sur craie et donc calcaires) pour 21 % sur les collines calcaires.

### Hydrographie
La commune est traversée par la Mable sur une longueur de 5 km.

### Climat
Pour des articles plus généraux, voir Climat de la Nouvelle-Aquitaine et Climat de la Vienne.
Historiquement, la commune est exposée à un climat océanique du nord-ouest.  
En 2020, Météo-France publie une typologie des climats de la France métropolitaine dans laquelle la commune est exposée à un climat océanique altéré et est dans une zone de transition entre les régions climatiques « Moyenne vallée de la Loire » et « Poitou-Charentes »0.
Pour la période 1971-2000, la température annuelle moyenne est de 11,8 °C, avec une amplitude thermique annuelle de 14,7 °C. Le cumul annuel moyen de précipitations est de 648 mm, avec 11,1 jours de précipitations en janvier et 6,7 jours en juillet. Pour la période 1991-2020, la température moyenne annuelle observée sur la station météorologique la plus proche, située sur la commune de Courcoué à 15 km à vol d'oiseau, est de 12,5 °C et le cumul annuel moyen de précipitations est de 688,4 mm,. Pour l'avenir, les paramètres climatiques de la commune estimés pour 2050 selon différents scénarios d’émission de gaz à effet de serre sont consultables sur un site dédié publié par Météo-France en novembre 2022.

### Voies de communication et transports
Les gares les plus proches se trouvent à Richelieu (à 12,5 km), à Beaumont (à 20,8 km), à Naintré (à 19,6 km), à Châtellerault (à 17,9 km) et à Jaunay-Clan (à 25 km).
L'aéroport le plus proche est l'aéroport de Poitiers-Biard situé à 35,6 km.

## Urbanisme

### Typologie
Au 1er janvier 2024, Sérigny est catégorisée commune rurale à habitat très dispersé, selon la nouvelle grille communale de densité à sept niveaux définie par l'Insee en 2022.
Elle est située hors unité urbaine et hors attraction des villes,.

### Occupation des sols
L'occupation des sols de la commune, telle qu'elle ressort de la base de données européenne d’occupation biophysique des sols Corine Land Cover (CLC), est marquée par l'importance des territoires agricoles (77,1 % en 2018), une proportion identique à celle de 1990 (77,1 %). La répartition détaillée en 2018 est la suivante : 
terres arables (54,3 %), forêts (22,9 %), zones agricoles hétérogènes (17,7 %), prairies (5,1 %). L'évolution de l’occupation des sols de la commune et de ses infrastructures peut être observée sur les différentes représentations cartographiques du territoire : la carte de Cassini (XVIIIe siècle), la carte d'état-major (1820-1866) et les cartes ou photos aériennes de l'IGN pour la période actuelle (1950 à aujourd'hui).

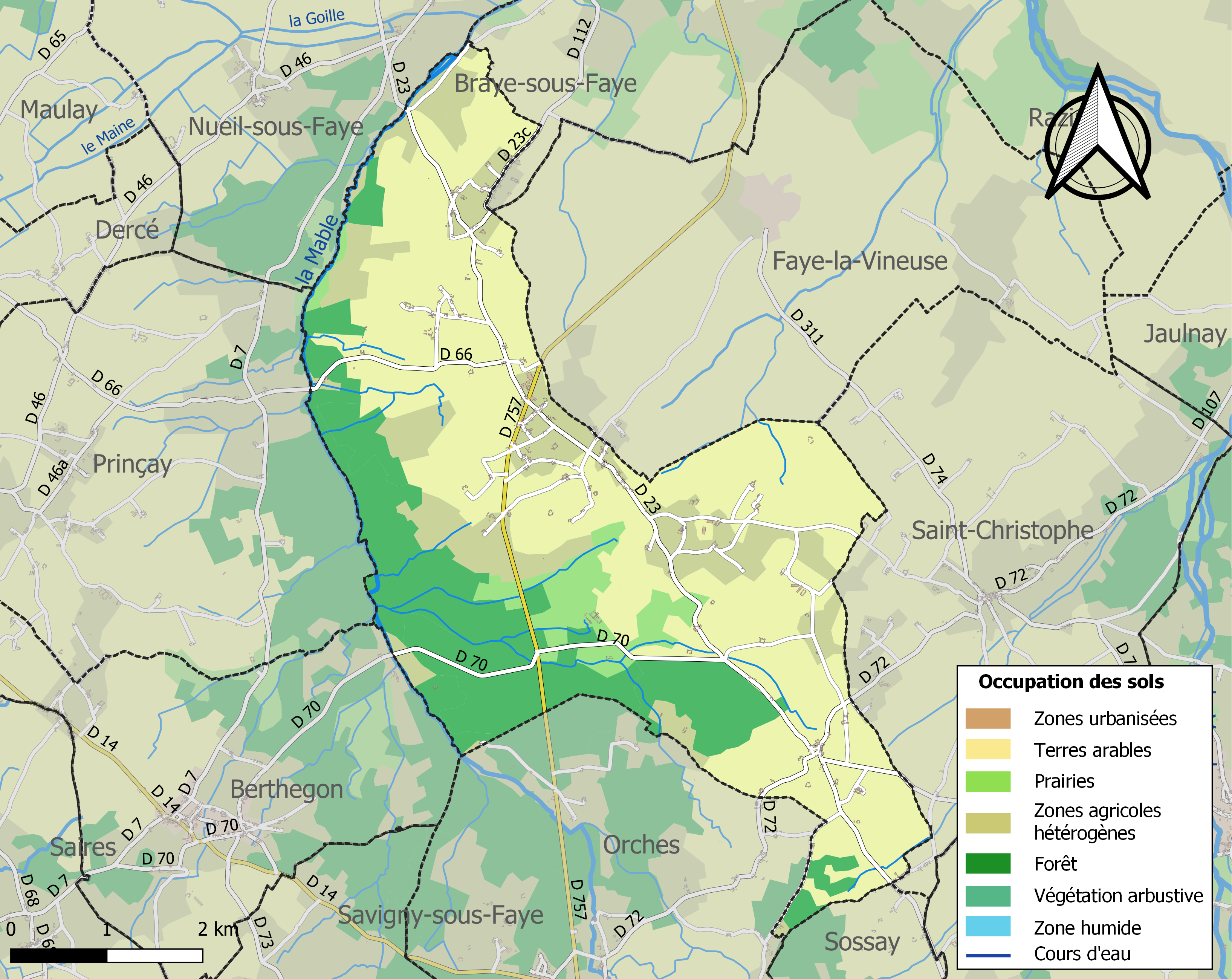
Carte des infrastructures et de l'occupation des sols de la commune en 2018 (CLC).

### Risques majeurs
Le territoire de la commune de Sérigny est vulnérable à différents aléas naturels : météorologiques (tempête, orage, neige, grand froid, canicule ou sécheresse), inondations, mouvements de terrains et séisme (sismicité modérée). Il est également exposé à un risque technologique,  le transport de matières dangereuses. Un site publié par le BRGM permet d'évaluer simplement et rapidement les risques d'un bien localisé soit par son adresse soit par le numéro de sa parcelle.

#### Risques naturels
Certaines parties du territoire communal sont susceptibles d’être affectées par le risque d’inondation par débordement de cours d'eau, notamment le Mable. La commune a été reconnue en état de catastrophe naturelle au titre des dommages causés par les inondations et coulées de boue survenues en 1982, 1999, 2009, 2010 et 2021,.

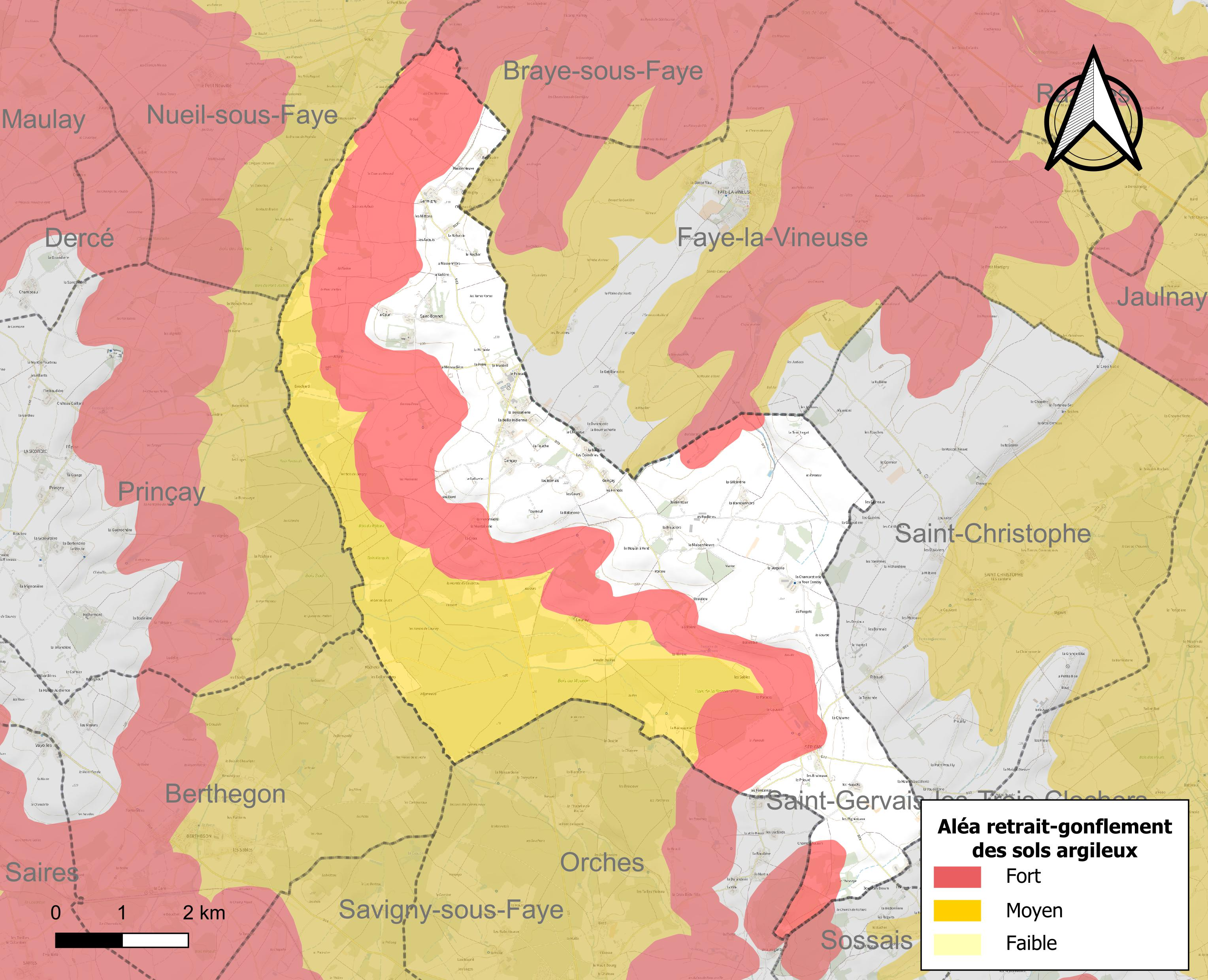
Carte des zones d'aléa retrait-gonflement des sols argileux de Sérigny.

Les mouvements de terrains susceptibles de se produire sur la commune sont des affaissements et effondrements liés aux cavités souterraines (hors mines) et des tassements différentiels. Afin de mieux appréhender le risque d’affaissement de terrain, un inventaire national permet de localiser les éventuelles cavités souterraines sur la commune. Le retrait-gonflement des sols argileux est susceptible d'engendrer des dommages importants aux bâtiments en cas d’alternance de périodes de sécheresse et de pluie. 57,9 % de la superficie communale est en aléa moyen ou fort (79,5 % au niveau départemental et 48,5 % au niveau national). Depuis le 1er octobre 2020, en application de la loi ÉLAN, différentes contraintes s'imposent aux vendeurs, maîtres d'ouvrages ou constructeurs de biens situés dans une zone classée en aléa moyen ou fort,.
La commune a été reconnue en état de catastrophe naturelle au titre des dommages causés par des mouvements de terrain en 1999 et 2010.

## Politique et administration
Sérigny dépend de la sous-préfecture de la Vienne, Châtellerault.

### Liste des maires
| Période | Période  | Identité                           | Étiquette | Qualité                           |
| ------- | -------- | ---------------------------------- | --------- | --------------------------------- |
| 1833    | 1856     | Jacques Antoine de La Fouchardière |           | Propriétaire du château de Launay |
| 1856    | 1856     | Antoine Barreau                    |           | Maire provisoire                  |
| 1857    | 1861     | René Auguste Champ                 |           |                                   |
| 1861    | 1870     | Louis Pascal Gauvin Guellerin      |           |                                   |
| 1870    | 1876     | Élie Lambert                       |           |                                   |
| 1876    | 1881     | Antoine Barreau                    |           | Déjà maire provisoire en 1856     |
| 1881    | 1892     | Théophile Champigny                |           |                                   |
| 1892    | 1903     | Juste Lambert                      |           |                                   |
| 1903    | 1905     | Baptiste Plault                    |           |                                   |
| 1905    | 1907     | Moïse Lambert                      |           |                                   |
| 1907    | 1912     | Léon Chimbault                     |           |                                   |
| 1912    | 2001     | Données manquantes                 |           |                                   |
| 2001    | 2014     | Joseph Faulcon                     |           |                                   |
| 2014    | en cours | Marc Chaineau                      |           |                                   |

### Tendances politiques et résultats
| Élections présidentielles, résultats des deuxièmes tours.                                         | Élections présidentielles, résultats des deuxièmes tours. | Élections présidentielles, résultats des deuxièmes tours. | Élections présidentielles, résultats des deuxièmes tours. | Élections présidentielles, résultats des deuxièmes tours. | Élections présidentielles, résultats des deuxièmes tours. | Élections présidentielles, résultats des deuxièmes tours. | Élections présidentielles, résultats des deuxièmes tours. |
| Année                                                                                             | Élu                                                       | Élu                                                       | Élu                                                       | Battu                                                     | Battu                                                     | Battu                                                     | Participation                                             |
| ------------------------------------------------------------------------------------------------- | --------------------------------------------------------- | --------------------------------------------------------- | --------------------------------------------------------- | --------------------------------------------------------- | --------------------------------------------------------- | --------------------------------------------------------- | --------------------------------------------------------- |
| 2002                                                                                              | 82,30 %                                                   | Jacques Chirac                                            | RPR                                                       | 17,70 %                                                   | Jean-Marie Le Pen                                         | FN                                                        | 83,45 %                                                   |
| 2007                                                                                              | 62,50 %                                                   | Nicolas Sarkozy                                           | UMP                                                       | 37,50 %                                                   | Ségolène Royal                                            | PS                                                        | 87,88 %                                                   |
| 2012                                                                                              | 40,18 %                                                   | François Hollande                                         | PS                                                        | 59,82 %                                                   | Nicolas Sarkozy                                           | UMP                                                       | 85,04 %                                                   |
| 2017                                                                                              | 49,70 %                                                   | Emmanuel Macron                                           | EM                                                        | 50,30 %                                                   | Marine Le Pen                                             | FN                                                        | 75,29 %                                                   |
| 2022                                                                                              | 37,70 %                                                   | Emmanuel Macron                                           | LREM                                                      | 62,30 %                                                   | Marine Le Pen                                             | RN                                                        | 76,92 %                                                   |
| Élections législatives, résultats des deux meilleurs scores du dernier tour de scrutin.           |                                                           |                                                           |                                                           |                                                           |                                                           |                                                           |                                                           |
| Année                                                                                             | Élu                                                       | Élu                                                       | Élu                                                       | Battu                                                     | Battu                                                     | Battu                                                     | Participation                                             |
| Sérigny (Vienne) est répartie sur plusieurs circonscriptions, cf. les résultats des .             |                                                           |                                                           |                                                           |                                                           |                                                           |                                                           |                                                           |
| Avant 2010, Sérigny (Vienne) est répartie sur plusieurs circonscriptions, cf. les résultats des . |                                                           |                                                           |                                                           |                                                           |                                                           |                                                           |                                                           |
| 2002                                                                                              | 67,19 %                                                   | Jean-Pierre Abelin                                        | UDF                                                       | 32,81 %                                                   | Brigitte Tondusson                                        | PS                                                        | 69,26 %                                                   |
| 2007                                                                                              | 69,82 %                                                   | Jean-Pierre Abelin                                        | NC                                                        | 30,18 %                                                   | Brigitte Tondusson                                        | PS                                                        | 66,04 %                                                   |
| Après 2010, Sérigny (Vienne) est répartie sur plusieurs circonscriptions, cf. les résultats de .  |                                                           |                                                           |                                                           |                                                           |                                                           |                                                           |                                                           |
| 2012                                                                                              | 38,37 %                                                   | Véronique Massonneau                                      | EELV                                                      | 61,63 %                                                   | Jean-Pierre Abelin                                        | NC                                                        | 64,36 %                                                   |
| 2017                                                                                              | 38,61 %                                                   | Nicolas Turquois                                          | MoDem                                                     | 61,39 %                                                   | Anne-Florence Bourat                                      | UDI                                                       | 40,15 %                                                   |
| 2022                                                                                              | 43,10 %                                                   | Nicolas Turquois                                          | MoDem                                                     | 56,90 %                                                   | Marion Latus                                              | RN                                                        | 47,89 %                                                   |
| 2024                                                                                              | %                                                         |                                                           |                                                           | %                                                         |                                                           |                                                           | %                                                         |
| Élections européennes, résultats des deux meilleurs scores.                                       |                                                           |                                                           |                                                           |                                                           |                                                           |                                                           |                                                           |
| Année                                                                                             | Liste 1re                                                 | Liste 1re                                                 | Liste 1re                                                 | Liste 2e                                                  | Liste 2e                                                  | Liste 2e                                                  | Participation                                             |
| 2004                                                                                              | 29,23 %                                                   | Roselyne Bachelot                                         | UMP                                                       | 18,46 %                                                   | Bernard Poignant                                          | PS                                                        | 48,72 %                                                   |
| 2009                                                                                              | 46,49 %                                                   | Christophe Béchu                                          | UMP                                                       | 19,30 %                                                   | Philippe de Villiers                                      | MPF, CPNT, Libertas                                       | 44,62 %                                                   |
| 2014                                                                                              | 22,48 %                                                   | Gilles Lebreton                                           | FN                                                        | 17,83 %                                                   | Alain Cadec                                               | UMP                                                       | 48,18 %                                                   |
| 2019                                                                                              | 29,92 %                                                   | Jordan Bardella                                           | RN                                                        | 17,32 %                                                   | Nathalie Loiseau                                          | La République en Marche                                   | 52,11 %                                                   |
| 2024                                                                                              | %                                                         |                                                           |                                                           | %                                                         |                                                           |                                                           | %                                                         |
| Élections régionales, résultats des deux meilleurs scores.                                        |                                                           |                                                           |                                                           |                                                           |                                                           |                                                           |                                                           |
| Année                                                                                             | Liste 1re                                                 | Liste 1re                                                 | Liste 1re                                                 | Liste 2e                                                  | Liste 2e                                                  | Liste 2e                                                  | Participation                                             |
| 2004                                                                                              | 50,00 %                                                   | Elisabeth Morin                                           | UMP                                                       | 38,46 %                                                   | Ségolène Royal                                            | PS                                                        | 67,64 %                                                   |
| 2010                                                                                              | 51,03 %                                                   | Dominique Bussereau                                       | UMP                                                       | 48,97 %                                                   | Ségolène Royal                                            | PS                                                        | 57,03 %                                                   |
| 2015                                                                                              | 40,85 %                                                   | Virginie Calmels                                          | LR                                                        | 30,28 %                                                   | Alain Rousset                                             | PS                                                        | 54,34 %                                                   |
| 2021                                                                                              | 40,85 %                                                   | Edwige Diaz                                               | RN                                                        | 25,61 %                                                   | Alain Rousset                                             | PS                                                        | 33,59 %                                                   |
| Élections cantonales, résultats des deux meilleurs scores du dernier tour de scrutin.             |                                                           |                                                           |                                                           |                                                           |                                                           |                                                           |                                                           |
| Année                                                                                             | Élu                                                       | Élu                                                       | Élu                                                       | Battu                                                     | Battu                                                     | Battu                                                     | Participation                                             |
| Sérigny (Vienne) est répartie sur plusieurs cantons, cf. les résultats de ceux de .               |                                                           |                                                           |                                                           |                                                           |                                                           |                                                           |                                                           |
| 2001                                                                                              | %                                                         |                                                           |                                                           | %                                                         |                                                           |                                                           | %                                                         |
| 2004                                                                                              | %                                                         |                                                           |                                                           | %                                                         |                                                           |                                                           | %                                                         |
| 2008                                                                                              | %                                                         |                                                           |                                                           | %                                                         |                                                           |                                                           | %                                                         |
| 2011                                                                                              | %                                                         |                                                           |                                                           | %                                                         |                                                           |                                                           | %                                                         |
| Élections départementales, résultats des deux meilleurs scores du dernier tour de scrutin.        |                                                           |                                                           |                                                           |                                                           |                                                           |                                                           |                                                           |
| Année                                                                                             | Élus                                                      | Élus                                                      | Élus                                                      | Battus                                                    | Battus                                                    | Battus                                                    | Participation                                             |
| Sérigny (Vienne) est répartie sur plusieurs cantons, cf. les résultats de ceux de .               |                                                           |                                                           |                                                           |                                                           |                                                           |                                                           |                                                           |
| 2015                                                                                              | %                                                         |                                                           |                                                           | %                                                         |                                                           |                                                           | %                                                         |
| 2021                                                                                              | %                                                         |                                                           |                                                           | %                                                         |                                                           |                                                           | %                                                         |
| Référendums.                                                                                      |                                                           |                                                           |                                                           |                                                           |                                                           |                                                           |                                                           |
| Année                                                                                             | Oui (national)                                            | Oui (national)                                            | Oui (national)                                            | Non (national)                                            | Non (national)                                            | Non (national)                                            | Participation                                             |
| 1992                                                                                              | 41,59 % (51,04 %)                                         | 41,59 % (51,04 %)                                         | 41,59 % (51,04 %)                                         | 58,41 % (48,96 %)                                         | 58,41 % (48,96 %)                                         | 58,41 % (48,96 %)                                         | 71,11 %                                                   |
| 2000                                                                                              | 78,95 % (73,21 %)                                         | 78,95 % (73,21 %)                                         | 78,95 % (73,21 %)                                         | 21,05 % (26,79 %)                                         | 21,05 % (26,79 %)                                         | 21,05 % (26,79 %)                                         | 31,47 %                                                   |
| 2005                                                                                              | 44,44 % (45,33 %)                                         | 44,44 % (45,33 %)                                         | 44,44 % (45,33 %)                                         | 55,56 % (54,67 %)                                         | 55,56 % (54,67 %)                                         | 55,56 % (54,67 %)                                         | 68,73 %                                                   |

### Instances judiciaires et administratives
La commune relève du tribunal d'instance de Poitiers, du tribunal de grande instance de Poitiers, de la cour d'appel  de Poitiers, du tribunal pour enfants de Poitiers, du conseil de prud'hommes de Poitiers, du tribunal de commerce de Poitiers, du tribunal administratif de Poitiers et de la cour administrative d'appel  de  Bordeaux,  du tribunal des pensions de Poitiers, du tribunal des affaires de la Sécurité sociale de la Vienne, de la cour d’assises de la Vienne.

## Population et société

### Démographie
L'évolution du nombre d'habitants est connue à travers les recensements de la population effectués dans la commune depuis 1793. Pour les communes de moins de 10 000 habitants, une enquête de recensement portant sur toute la population est réalisée tous les cinq ans, les populations de référence des années intermédiaires étant quant à elles estimées par interpolation ou extrapolation. Pour la commune, le premier recensement exhaustif entrant dans le cadre du nouveau dispositif a été réalisé en 2008.

En 2022, la commune comptait 314 habitants, en stagnation par rapport à 2016 (Vienne : +0,6 %, France hors Mayotte : +2,11 %).
| 1793 | 1800 | 1806 | 1821 | 1831 | 1836 | 1841 | 1846 | 1851 |
| ---- | ---- | ---- | ---- | ---- | ---- | ---- | ---- | ---- |
| 875  | 585  | 670  | 660  | 876  | 702  | 810  | 822  | 810  |

| 1856 | 1861 | 1866 | 1872 | 1876 | 1881 | 1886 | 1891 | 1896 |
| ---- | ---- | ---- | ---- | ---- | ---- | ---- | ---- | ---- |
| 700  | 732  | 707  | 699  | 687  | 688  | 710  | 721  | 766  |

| 1901 | 1906 | 1911 | 1921 | 1926 | 1931 | 1936 | 1946 | 1954 |
| ---- | ---- | ---- | ---- | ---- | ---- | ---- | ---- | ---- |
| 788  | 800  | 769  | 744  | 774  | 776  | 737  | 693  | 669  |

| 1962 | 1968 | 1975 | 1982 | 1990 | 1999 | 2006 | 2008 | 2013 |
| ---- | ---- | ---- | ---- | ---- | ---- | ---- | ---- | ---- |
| 676  | 550  | 448  | 394  | 339  | 342  | 303  | 292  | 319  |

| 2018 | 2022 | - | - | - | - | - | - | - |
| ---- | ---- | - | - | - | - | - | - | - |
| 309  | 314  | - | - | - | - | - | - | - |

En 2008, selon l’Insee, la densité de population de la commune était de 12 hab./km2, contre 61 hab./km2 pour le département, 68 hab./km2 pour la région Poitou-Charentes et 115 hab./km2 pour la France.

### Enseignement
La commune de Sérigny dépend de l'académie de Poitiers et son école primaire publique Le Belle-Indienne dépend de l'inspection académique de la Vienne.

## Économie

### Agriculture
Selon la direction régionale de l'Alimentation, de l'Agriculture et de la Forêt de Poitou-Charentes, il n'y a plus que 31 exploitations agricoles en 2010 contre 41 en 2000.
Les surfaces agricoles utilisées ont paradoxalement augmenté de 5 % et sont passées de 2 490 hectares en 2000 à 2 619 hectares en 2010. Ces chiffres indiquent une concentration des terres sur un nombre plus faible d’exploitations. Cette tendance est conforme à l’évolution constatée sur tout le département de la Vienne puisque de 2000 à 2007, chaque exploitation a gagné en moyenne 20 hectares.
52 % des surfaces agricoles sont destinées à la culture des céréales (blé tendre essentiellement mais aussi orges et maïs), 22 % pour les oléagineux (colza et tournesol), 4 % pour le fourrage et 1 % reste en herbe. En 2000, 9 hectares (3 hectares en 2010) étaient consacrés à la vigne.
4 exploitations en 2010 (contre 5 en 2000) abritent un élevage de bovins (292 têtes en 2010 contre 205 têtes en 2000). Les élevages de volailles ont disparu au cours de cette décennie (422 têtes réparties sur 16 fermes).

### Commerce
Selon l'INSEE, en 2009, il restait un seul commerce, une droguerie-quincaillerie-bricolage.

## Culture locale et patrimoine

### Lieux et monuments
- Le prieuré, à Gençay, datant du IXe siècle, avec une chapelle dédiée à Notre-Dame de l'Épine.
- L'église Saint-Étienne de Sérigny, à Tuffeau ; elle existait déjà en 1154, mais la forme actuelle date du XIIIe siècle ; elle est agrandie en 1654 et ses voûtes en plâtre sont ajoutées en 1885. Elle est inscrite comme monument historique depuis 1935[56].
- Une pierre tombale datant du XVIIe siècle, celle de Yolande de Reynier, veuve de Jean de Vignolle, seigneur de Morins de La Baudonnière, a été reconvertie pour servir d'autel dans la chapelle du Saint-Sacrement.
- Une toile du XVIIIe siècle dans l'église représente la charité de saint Martin.
- La ferme de Bellebate datant du XVe siècle, située sur un coteau au milieu des champs et dominant le paysage, est bien conservée depuis des siècles et typique de la région, avec une cour carrée fermée. Elle est toujours une exploitation agricole.
- Le château de Saint-Bonnet à Tiffeau, autrefois tour de Germigné, reconstruit au XVe siècle, avec des restes de chemins de ronde à créneaux.
- Le château de Launay à Tuffeau, construit au XVIe siècle et largement remanié au XIXe siècle. Il a été entièrement restauré et sert actuellement de siège à une entreprise spécialisée en terrassement.
- Le manoir de la Touche, du XVIIe siècle, construit autour d'une cour carrée fermée sur trois côtés.
- A l'entrée du domaine de la Touche se trouve un très grand pigeonnier du XVe siècle.

### Patrimoine naturel
- Le massif de Sérigny a un intérêt écologique reconnu. Il a été classé comme zone naturelle d'intérêt écologique, faunistique et floristique (ZNIEFF)[57]. Cette dernière couvre 18 % de la surface communale.